# Ronde van Frankrijk 1962
| Route van de Ronde van Frankrijk 1962. |                          |              |
| Eindklassement                         |                          |              |
| Algemeen klassement                    | Jacques Anquetil         | 114h 31' 54" |
| Tweede                                 | Jef Planckaert           | + 4' 59"     |
| Derde                                  | Raymond Poulidor         | + 10' 24"    |
| Vierde                                 | Gilbert Desmet I         | + 13' 01"    |
| Vijfde                                 | Ab Geldermans            | + 14' 04"    |
| Zesde                                  | Tommy Simpson            | + 17' 08"    |
| Zevende                                | Imerio Massignan         | + 17' 05"    |
| Achtste                                | Ercole Baldini           | + 19' 09"    |
| Negende                                | Charly Gaul              | + 19' 11"    |
| Tiende                                 | Eddy Pauwels             | + 23' 04"    |
| Rode Lantaarn                          | Augusto Marcaletti (94e) | + 4h 29' 23" |
| Punten- klassement                     | Rudi Altig               | 173 punten   |
| Tweede                                 | Emile Daems              | 144 punten   |
| Derde                                  | Jean Graczyk             | 140 punten   |
| Berg- klassement                       | Federico Bahamontes      | 137 punten   |
| Tweede                                 | Imerio Massignan         | 77 punten    |
| Derde                                  | Raymond Poulidor         | 70 punten    |
| Ploegen- klassement                    | St.Raphaël-Helyett       | -            |
| Tweede                                 | Mercier-BP               | -            |
| Derde                                  | Faema-Flandria           | -            |

De 49e editie van de Ronde van Frankrijk ging van start op 24 juni 1962 in Nancy. Hij eindigde op 15 juli in Parijs. Er stonden 150 renners, verdeeld over 15 ploegen, aan de start. Het was ook de eerste ronde die met merkenploegen werd verreden.
Jacques Anquetil, die in 1957 en 1961 de ronde al had gewonnen, won in 1962 zijn derde Tour. Anquetil werd bedreigd door onder anderen Rudi Altig, Rik Van Looy, Federico Bahamontes en voor de eerste maal Raymond Poulidor. Maar toen hij twee etappes voor het einde in een lange tijdrit het geel overnam, was er niemand die er nog over kon komen en won hij zijn derde Tour.
- Aantal ritten: 22
- Totale afstand: 4274 km
- Gemiddelde snelheid: 37,317 km/h
- Aantal deelnemers: 150
- Aantal uitgevallen: 56

## Belgische en Nederlandse prestaties
In totaal namen er 28 belgen en 6 Nederlanders deel aan de Tour van 1962.

### Belgische etappezeges
- Willy Vanden Berghen won de 4e etappe van Amiens naar Le Havre
- Emile Daems won de 5e etappe van Pont l’Evêque naar Saint-Malo, de 16e etappe Montpellier naar Aix-en-Provence en de 18e etappe van Antibes/Juan-les-Pins naar Briançon
- Willy Vannitsen won de 10e etappe van Bordeaux naar Bayonne en de 15e etappe van Carcassonne naar Montpellier
- Eddy Pauwels won de 11e etappe van Bayonne naar Pau

### Nederlandse etappezege
- Huub Zilverberg won de 7e etappe van Quimper naar Saint-Nazaire

## Etappe-overzicht
| Nummer | Datum   | Etappe                        | Afstand (km)                   | Winnaar              | Gele trui        |
| ------ | ------- | ----------------------------- | ------------------------------ | -------------------- | ---------------- |
| 1      | 24 juni | Nancy-Spa ()                  | 253                            | Rudi Altig           | Rudi Altig       |
| 2a     | 25 juni | Spa-Herentals ()              | 147                            | André Darrigade      | André Darrigade  |
| 2b     | 25 juni | Herentals-Herentals           | 23 (Ploegentijdrit)            | Flandria-Faema       | André Darrigade  |
| 3      | 26 juni | Brussel ()-Amiens             | 210                            | Rudi Altig           | Rudi Altig       |
| 4      | 27 juni | Amiens-Le Havre               | 196,5                          | Willy Vanden Berghen | Rudi Altig       |
| 5      | 28 juni | Pont-l'Évêque-Saint-Malo      | 215                            | Emile Daems          | Rudi Altig       |
| 6      | 29 juni | Dinard-Brest                  | 235,5                          | Robert Cazala        | Ab Geldermans    |
| 7      | 30 juni | Quimper-Saint-Nazaire         | 201                            | Huub Zilverberg      | Ab Geldermans    |
| 8a     | 1 juli  | Saint-Nazaire-Luçon           | 155                            | Mario Minieri        | André Darrigade  |
| 8b     | 1 juli  | Luçon-La Rochelle             | 43 (Individuele tijdrit)       | Jacques Anquetil     | André Darrigade  |
| 9      | 2 juli  | La Rochelle-Bordeaux          | 214                            | Antonio Bailetti     | Willy Schroeders |
| 10     | 3 juli  | Bordeaux-Bayonne              | 184,5                          | Willy Vannitsen      | Willy Schroeders |
| 11     | 4 juli  | Bayonne-Pau                   | 155,5                          | Eddy Pauwels         | Willy Schroeders |
| 12     | 5 juli  | Pau-Saint-Gaudens             | 207,5                          | Robert Cazala        | Tom Simpson      |
| 13     | 6 juli  | Luchon-Superbagnères          | 18,5 (Individuele klimtijdrit) | Federico Bahamontes  | Jozef Planckaert |
| 14     | 7 juli  | Luchon-Carcassonne            | 215                            | Jean Stablinski      | Jozef Planckaert |
| 15     | 8 juli  | Carcassonne-Montpellier       | 196,5                          | Willy Vannitsen      | Jozef Planckaert |
| 16     | 9 juli  | Montpellier-Aix-en-Provence   | 185                            | Emile Daems          | Jozef Planckaert |
| 17     | 10 juli | Aix-en-Provence-Juan-les-Pins | 201                            | Rudi Altig           | Jozef Planckaert |
| 18     | 11 juli | Juan-les-Pins-Briançon        | 241,5                          | Emile Daems          | Jozef Planckaert |
| 19     | 12 juli | Briançon-Aix-les-Bains        | 204,5                          | Raymond Poulidor     | Jozef Planckaert |
| 20     | 13 juli | Bourgoin-Lyon                 | 68 (Individuele tijdrit)       | Jacques Anquetil     | Jacques Anquetil |
| 21     | 14 juli | Lyon-Pougues-les-Eaux         | 232                            | Dino Bruni           | Jacques Anquetil |
| 22     | 15 juli | Nevers-Parijs                 | 271                            | Rino Benedetti       | Jacques Anquetil |

## In populaire cultuur
Van 1947 tot en met 1964 tekende de Belgische striptekenaar Marc Sleen een jaarlijks humoristisch verslag van alle ritten van de Ronde van Frankrijk in zijn stripreeks  De Ronde van Frankrijk. Ook de Tour van 1962 was hierbij.
 winnaars gele trui · 
 puntenklassement · 
 bergklassement · 
 jongerenklassement · 
 tussensprintklassement · 
 combinatieklassement · 
 ploegenklassement · 
 strijdlust · 
rode lantaarn
records · meeste deelnames · ranglijst etappewinnaars · bekende beklimmingen · valpartijen · dopinggevallen · Grand Départ · Souvenir Henri Desgrange
1903 · 
1904 · 
1905 · 
1906 · 
1907 · 
1908 · 
1909 · 
1910 · 
1911 · 
1912 · 
1913 · 
1914 ·
1915 ·
1916 ·
1917 ·
1918 · 
1919 · 
1920 · 
1921 · 
1922 · 
1923 · 
1924 · 
1925 · 
1926 · 
1927 · 
1928 · 
1929 · 
1930 · 
1931 · 
1932 · 
1933 · 
1934 · 
1935 · 
1936 · 
1937 · 
1938 · 
1939 · 
1940 ·
1941 ·
1942 ·
1943 ·
1944 ·
1945 ·
1946 ·
1947 · 
1948 · 
1949 · 
1950 · 
1951 · 
1952 · 
1953 · 
1954 · 
1955 · 
1956 · 
1957 · 
1958 · 
1959 · 
1960 · 
1961 · 
1962 · 
1963 · 
1964 · 
1965 · 
1966 · 
1967 · 
1968 · 
1969 · 
1970 · 
1971 · 
1972 · 
1973 · 
1974 · 
1975 · 
1976 · 
1977 · 
1978 · 
1979 · 
1980 · 
1981 · 
1982 · 
1983 · 
1984 · 
1985 · 
1986 · 
1987 · 
1988 · 
1989 · 
1990 · 
1991 · 
1992 · 
1993 · 
1994 · 
1995 · 
1996 · 
1997 · 
1998 · 
1999 · 
2000 · 
2001 · 
2002 · 
2003 · 
2004 · 
2005 · 
2006 · 
2007 · 
2008 · 
2009 · 
2010 · 
2011 · 
2012 · 
2013 · 
2014 · 
2015 · 
2016 · 
2017 · 
2018 · 
2019 ·
2020 · 
2021 · 
2022 · 
2023 · 
2024 · 
2025